# Reputatie

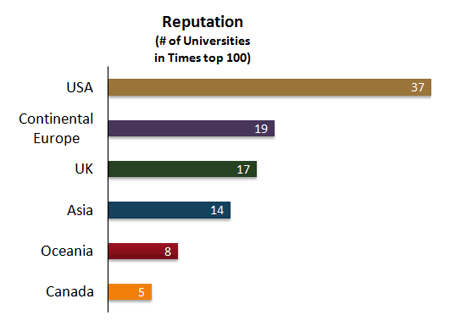
Reputatie van de universiteiten per regio volgens de TIMES Higher Education Top 100, 2008

Reputatie is de weerslag van een reeks van eigenschappen die spontaan met een persoon, een organisme of een voorwerp geassocieerd worden. Gaat het hoofdzakelijk om negatieve eigenschappen dan is sprake van een slechte of kwade reputatie, gaat het daarentegen om overwegend positieve eigenschappen dan is de reputatie goed.
Een reputatie is dus een kwestie van perceptie en kan verschillen naargelang de opvattingen van de waarnemer of de kringen waartoe die behoort. Het hoeft dus niet te verwonderen dat er wellicht meer onterechte dan terechte reputaties circuleren die zich gedragen als goed-reproducerende memen.

## Bedrijfsreputatie
Ook organisaties beschikken over een reputatie. De manier waarop stakeholdergroepen een organisatie zien en waarderen wordt gedefinieerd als de (corporate) reputatie. De reputatie is de totaalindruk die alle stakeholders - bijvoorbeeld medewerkers, klanten, leveranciers, pers, politiek en de omgeving - hebben van een organisatie.
Een reputatie van een organisatie zegt iets over de mate van binding van de omgeving met het bedrijf. Succesvolle bedrijven zijn in de positie om met hun eigen communicatiemiddelen, producten en gedragingen de belangrijkste invloed te hebben op de reputaties die stakeholders van hen hebben. Deze reputatie moet niet alleen cosmetisch van aard zijn, maar authentiek. De leden van de organisatie dragen de reputatie uit: iedere afzonderlijke medewerker heeft invloed op de reputatie.
Er zit verschil in het imago van een organisatie en de reputatie. Het corporate imago wordt bepaald door het beeld dat mensen hebben van een bepaalde organisatie of merk. Dit staat los van de vraag of deze personen nu wel of niet een relatie hebben met de organisatie. Reputaties daarentegen worden beïnvloed door belanghebbenden van een organisatie: er is altijd sprake van binding tussen het bedrijf en zijn stakeholders. Reputaties ontwikkelen zich door de tijd heen als resultaat van consistent handelen en worden bekrachtigd door effectieve communicatie. Corporate imago’s kunnen echter in korte tijd, bijvoorbeeld door één campagne of incident, veranderen. Een incident hoeft echter niet altijd de reputatie van organisaties te beschadigen. Amerikaans onderzoek naar datalekken laat zien, dat de reputatie van organisaties ook kan verbeteren doordat organisaties slim gebruik maken van de extra media aandacht die het incident genereert.

## Voetnoot
1. ↑  Cornelissen 2004: Corporate Communications. Theory And Practice
2. ↑  (en) Makridis, Christos A (2021) Do data breaches damage reputation? Evidence from 45 companies between 2002 and 2018. Journal of Cybersecurity 7 (2021) nr. 1, tyab021. Geraadpleegd op 12 januari 2022.